# 費驊
費驊（1912年5月23日—1984年2月29日），字之驊，生於江蘇松江，祖籍安徽合肥，中華民國政治人物，曾任財政部部長。

## 生平
1970年3月4日，特派行政院國際經濟合作發展委員會秘書長費驊為聯合國亞洲暨遠東經濟委員會第二十六屆大會首席代表；4月13日，率團起程。:786
1974年，費驊擔任行政院祕書長期間，與經濟部部長孫運璿邀請交通部電信總局局長方賢齊、美國無線電公司（RCA）微波研究室主任潘文淵等人討論台灣產業發展的新方向，提出發展積體電路的電子工業政策，使台灣工業政策從加工出口區式的勞力密集工業改變成科學園區式的技術密集。
費驊是台灣國家公園的催生者之一。1980年，內政部修訂《內政部組織法》時，他主張將營建司改為營建署，獲得當時行政院長孫運璿的支持；內政部營建署於次年成立，並負責國家公園的推動與管理，他也親自參與國家公園的相關規劃工作。1982年，他以70歲高齡親自登上海拔2,800公尺的八通關草原，以了解新中橫公路對玉山地區的影響，事後也終止了新中橫公路穿越玉山山脈及中央山脈的計畫。此外，小觀音山的箭竹林、夢幻湖的台灣水韭也因他規劃的陽明山國家公園而保存下來，太魯閣國家公園內的崇德水泥廠及立霧溪水力開發計畫也因他的奔走而取消，為台灣生態保育寫下新頁。
1984年2月29日清晨，費驊在陽明山家門口附近晨跑時，不幸遭台北市公車撞擊逝世。

## 家庭
其妻張心漪，其外祖母曾季芬為曾國藩的三女。兩人育有一女二子。長女費宗清，嫁給企業家丁善理；長子費宗澄，建築師；次子費宗浩。